# Giampietro Zanotti

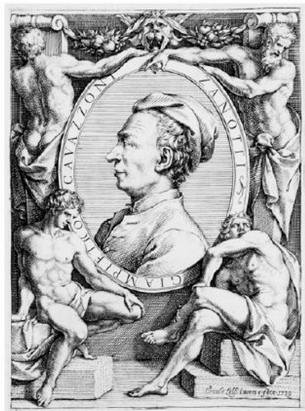
Giampietro Zanotti

Giampietro Zanotti (* 3. Oktober 1674 in Paris; † 28. September 1765 in Bologna) war ein italienischer Maler, Radierer, Kunsthistoriker und Dichter.

## Leben
Zanotti studierte Malerei in Bologna bei Lorenzo Pasinelli (1629–1700). Im ersten Jahrzehnt des 18. Jahrhunderts gehörte er zu den Gründungsmitgliedern der Accademia di Belle Arti di Bologna, bekannt als Accademia Clementina.
Er schrieb viele Werke, darunter Gedichte, verfasste „Avvertimenti pro l’incamminamento di un giovane alla pittura“ (Ratschläge für die Einführung eines Jünglings in die Malerei). Er war auch Autor einer Biographie über seinen Freund, den Maler Giovanni Gioseffo Dal Sole (1654–1719). Sein Bruder Francesco Maria Zanotti (1692–1777) war ein Schriftsteller und Philosoph, sein Sohn Eustachio Zanotti (1709–1782) Astronom und Mathematiker. Zu seinen Schülern zählten Ercole Lelli (1702–1766), bekannt für seine anatomischen Wachsmodelle, und Jacopo Alessandro Calvi (1740–1815).